# Théophile Caussé
Théophile Caussé (* 12. Oktober 1992 in Port-au-Prince, Haiti) ist ein französischer Handballspieler.

## Privates
Caussé lebte zunächst vier Jahre in einem Waisenhaus auf Haiti, bevor er von seinen Adoptiveltern Bruno und Veronica auf dem französischen Festland in Pessac aufgenommen wurde. Dort wuchs er mit vier weiteren Adoptivkindern aus Réunion, Madagaskar, Haiti und dem Kongo auf.

## Karriere
Der 1,80 m große und 72 kg schwere rechte Außenspieler begann mit zehn Jahren beim französischen Verein SPUC Handball in Pessac mit dem Handballspiel. Anschließend ging er nach Bègles, wo ihn der ehemalige Welthandballer Jackson Richardson entdeckte. Später meldete er sich an der Sportschule in Talence an. Ab 2009 lief der Linkshänder für Dunkerque HBGL in der ersten französischen Liga (LNH) auf. Seinen ersten Titel gewann er 2011 in der Coupe de France, 2012 folgte der französische Supercup. 2013 wurde er Vize-Meister hinter dem finanzstarken Paris Saint-Germain und errang den Coupe de la Ligue. 2014 ließ er überraschend den Rekordmeister Montpellier AHB und PSG hinter sich und gewann den ersten Meistertitel für Dunkerque. Im EHF-Pokal 2011/12 erreichte er das Finale, in dem er Frisch Auf Göppingen unterlag. 2013/14 scheiterte er in der Gruppenphase der EHF Champions League. Ab der Saison 2016/17 lief er für Montpellier Handball auf. Im Sommer 2021 wechselte Caussé zum Ligakonkurrenten Cesson-Rennes Métropole HB.

## Erfolge
- Französischer Meister: 2014
- Französischer Vize-Meister: 2013
- Coupe de France: 2011
- Coupe de la Ligue: 2013
- Trophée des champions: 2012
- EHF-Pokal: Finalist 2012
- EHF Champions League: 2018